# Katyń-Pokrowskaja
Katyń-Pokrowskaja (ros. Катынь-Покровская) – wieś (ros. деревня, trb. dieriewnia) w zachodniej Rosji, w osiedlu wiejskim Michnowskoje rejonu smoleńskiego w obwodzie smoleńskim.

## Geografia
Miejscowość położona jest nad Dnieprem, 0,5 km od drogi federalnej R120 (Orzeł – Briańsk – Smoleńsk – Witebsk), 9 km od drogi magistralnej M1 «Białoruś», 16 km od centrum administracyjnego osiedla wiejskiego (Michnowka), 22 km od Smoleńska, 1,5 km od najbliższego przystanku kolejowego (443 km).

## Demografia
W 2010 r. miejscowość zamieszkiwało 13 osób.